# Grupo Desportivo Sundy
O Grupo Desportivo Roça Sundy é um clube de desportos da cidade de Sundi, na Ilha do Príncipe, em São Tomé e Príncipe. 
Foi campeão nacional na temporada 2009-2010, além de já ter conquistado o campeonato insular em 3 ocasiões e chegado à final da taça nacional em 2022.

## Títulos
- Campeonato Santomense de Futebol

2009-10
- Liga Insular do Príncipe

2000, 2001, 2009
- Taça Regional do Príncipe

2013